# Jay Ward Productions
Jay Ward Productions, Inc. (soms verkort naar Ward Productions) is een Amerikaanse animatiestudio uit Los Angeles County, Californië. De studio werd in 1948 opgericht door de Amerikaanse animator Jay Ward en was het meest bekend door de franchises Rocky and Bullwinkle en George of the Jungle. Ook hadden ze een langdurige samenwerking in reclames met General Mills en Quaker Oats Company.
De bibliotheek en rechten van Jay Ward Productions worden beheerd door Bullwinkle Studios, een joint venture tussen Jay Ward Productions en DreamWorks Animation. Bullwinkle Studios staat bekend als dochteronderneming van Jay Ward Productions.

## Geschiedenis
Het bedrijf vestigde zich in 1948 op de Sunset Strip in West Hollywood, aan de overkant van Sunset Boulevard van het Chateau Marmont.
Jay Ward Productions was een onafhankelijke studio van 1948 tot 1959. Het maakte deel uit van Dancer Fitzgerald Sample (1959-1979), dat oorspronkelijk bemiddelde in reclames met animatie voor en via haar dochteronderneming Gamma Productions en haar distributeur Producers Associates of Television, Inc. (PAT). The Program Exchange verwierf uitzendrechten in 1979.
De opvolger Jay Ward Productions Inc., beheerd door leden van zijn familie, is gevestigd in Costa Mesa, Californië.
In 2007 had Jay Ward Productions Bullwinkle Studios LLC opgericht, een joint venture met Classic Media (toen een dochteronderneming van Entertainment Rights), om de Jay Ward-personages te beheren. De eerste productie van Bullwinkle Studios was George of the Jungle met Studio B Productions, een serie van DHX Media uitgezonden op Teletoon, en vervolgens toegevoegd aan Cartoon Network. Tiffany Ward is voorzitter van Ward Productions en Bullwinkle Studios. Classic Media werd in 2012 overgenomen door DreamWorks Animation, dat later in 2016 door Comcast werd gekocht.

## Werk

### Films
| Jaar | Titel                                  | Opmerkingen                          |
| ---- | -------------------------------------- | ------------------------------------ |
| 1961 | Snidley's Monster                      | Korte film                           |
| 1961 | Sleeping Beauty                        | Korte film                           |
| 1992 | Boris and Natasha                      | TV film                              |
| 1997 | George of the Jungle                   | Film                                 |
| 1999 | The Phox, The Box, and The Lox         | Korte film                           |
| 1999 | Dudley Do-Right                        | Film                                 |
| 2000 | The Adventures of Rocky and Bullwinkle | Film                                 |
| 2003 | George of the Jungle 2                 | Film                                 |
| 2014 | Mr. Peabody & Sherman                  | Op aftiteling als Bullwinkle Studios |
| 2014 | Rocky and Bullwinkle                   | Korte film                           |

### Series
| Jaar            | Titel                                  |
| --------------- | -------------------------------------- |
| 1950-52         | Crusader Rabbit                        |
| 1959-64         | The Rocky and Bullwinkle Show          |
| 1962-64         | Fractured Flickers                     |
| 1964-66         | The Dudley Do Right Show               |
| 1964-67         | Hoppity Hooper                         |
| 1967            | George of the Jungle                   |
| 2006-08 2015-17 | George of the Jungle                   |
| 2015-17         | The Mr. Peabody & Sherman Show         |
| 2018-19         | The Adventures of Rocky and Bullwinkle |

### Reclames

#### General Mills
| Titel        | Opmerkingen |
| ------------ | --- |
| Cheerios     | Gebruik gemaakt van personages Rocky en Bullwinkle (1959-1970), Boris Badenov (1959-1970), Aesop and Son (1960-1970), Dudley Do-Right (1961-1970), en Hoppity Hooper (1961-1972) |
| Trix         | Gebruik gemaakt van personages Rocky en Bullwinkle (1959-1970), en Hoppity Hooper (1961-1972)                                                                                    |
| Cocoa Puffs  | Gebruik gemaakt van personages Rocky en Bullwinkle (1959-1970), en Hoppity Hooper (1961-1972)                                                                                    |
| Jets         | Gebruik gemaakt van personages Rocky en Bullwinkle (1959-1970), en Hoppity Hooper (1961-1972)                                                                                    |
| Wheat Hearts | Gebruik gemaakt van personages Mr. Peabody and Sherman (1959–1970) |
| Frosty O's   | Gebruik gemaakt van personages Dudley Do-Right (1961-1970) en Hoppity Hooper (1961-1972)                                                                                         |
| Lucky Charms | Gebruik gemaakt van personages Boris and Natasha (1964–1970), en Hoppity Hooper (1961-1972)                                                                                      |

#### Quaker Oats Company
| Jaar    | Titel                |
| ------- | -------------------- |
| 1963-84 | Cap'n Crunch         |
| 1965-73 | Quisp and Quake      |
| 1966    | Monster Munch        |
| 1968    | King Vitaman         |
| 1968    | Fudge Town Cookies   |
| 1968    | Scooter Pie Cookies  |
| 1968-69 | Frosted Oat Flakes   |
| 1968-69 | Mr. Chips Cookies    |
| 1968-73 | Aunt Jemima          |
| 1969    | Cinnamon Bear Cereal |
| 1969    | Cinnamon Flakes      |
| 1969    | Crackles             |
| 1969    | Gauchos Cookies      |
| 1969    | Mister E             |
| 1969    | Pronto               |
| 1969    | Scooter Pies         |
| 1969    | Vitaman the Great    |
| 1970-71 | King Vitaman         |
| 1979-82 | Halfsies             |
| 1980    | Hi-Lo's              |